# Loi de Sievers
La loi de Sievers est une loi de phonétique historique concernant la prononciation des groupes consonantiques se terminant par une semi-voyelle (u̯ ou i̯) avant une voyelle en indo-européen.
Plus précisément, elle se réfère à l’alternance entre *ii̯ et *i̯ ainsi qu’entre *uu̯ et *u̯ dans les langues indo-européennes. Par exemple, l’indo-européen (i.-e.) *kor-i̯o-s est devenu le gotique harjis « armée », mais l’i.-e. *ḱerdʰ-i̯o-s est devenu le proto-germanique *xerđijaz puis le gotique hairdeis « berger ». Il ne s’agit pas exactement d’alternance vocalique dans la mesure où l’alternance n’est pas morphologique mais plutôt phonologique : l’i.-e. *ii̯ suivait une syllabe lourde (syllabe avec une diphtongue, une voyelle longue ou se terminant par plus d’une consonne) alors qu’*i̯ suivait une syllabe légère (voyelle brève suivie d’une seule consonne).